# Coelioxys kasachstana
Coelioxys kasachstana là một loài Hymenoptera trong họ Megachilidae. Loài này được Warncke mô tả khoa học năm 1992.